# Desarrollo emocional
El desarrollo emocional o socioemocional representa un componente del desarrollo en la infancia. Es un proceso integrativo y gradual a través del cual los niños adquieren la capacidad de entender, experimentar, expresar y gestionar emociones y desarrollar relaciones apropiadas con los demás. Como tal, el desarrollo emocional abarca un amplio rango de habilidades y estructuras,  incluyendo entre otras: autoconsciencia, atención conjunta, juego, teoría de la mente (o comprender las perspectivas de los demás), autoestima, regulación de las emociones, amistad y desarrollo de la identidad.
Además de un proceso natural y espontáneo del ser humano, el desarrollo emocional es también un área que se puede trabajar desde la pedagogía y la psicología, tanto en la etapa infantil y escolar como en la edad adulta. Se trata con ello de formar seres armónicos, con capacidad para expresar afecto a otros, encontrar cualidades en los demás, ser tolerantes con las deficiencias o los errores de las personas allegadas, manejar sus emociones y construir a partir de las cualidades de las personas que les rodean o familiares.
El desarrollo emocional también puede ser definido como un complemento del desarrollo cognitivo, los cuales son fundamentales para el desarrollo de la personalidad integral. Además, es el desarrollo emocional el que se centra en la capacidad para comprender las emociones, la capacidad para expresarlas de una manera productiva y la capacidad para escuchar a los demás y sentir empatía respecto de sus  emociones.
El desarrollo emocional cuenta con los siguientes objetivos:
- Identificar las emociones de los demás
- Desarrollar la habilidad de regular las propias emociones
- Prevenir los efectos perjudiciales de las emociones negativas intensas,
- Desarrollar la habilidad para generar emociones positivas
- Desarrollar la habilidad de relacionarse emocionalmente de manera positiva con los demás.

Además, el desarrollo emocional cuenta con otros objetivos entre los que podemos destacar:
- El adquirir un mejor conocimiento de las emociones propias
- Adoptar una actitud positiva ante la vida
- Desarrollar la habilidad de automotivarse

## Primeros años de vida
El desarrollo emocional se forma desde el nacimiento y se consideran los primeros años de vida como la etapa crítica en la futura formación de vínculos del infante.
Los niños provenientes de entornos familiares desfavorecidos son más susceptibles a tener problemas de desarrollo y una salud deficiente. Por ello, se han desarrollado intervenciones domiciliarias, cuyo objetivo es ayudar a los padres a proporcionar un ambiente familiar de mejor calidad para sus hijos con el fin de prevenir o mitigar estos resultados adversos. Específicamente, estos programas buscan optimizar los resultados de desarrollo de los niños a través de la educación, la capacitación y el apoyo a los padres en su propio hogar, para que estos puedan proporcionar un entorno estimulante y educativo para sus hijos.
Una revisión sistemática de siete estudios, realizados en Estados Unidos, Canadá, Jamaica, Irlanda, Bermudas y una ubicación no especificada, evaluó la efectividad de las intervenciones domiciliaras sobre los resultados del desarrollo infantil. La evidencia de cuatro de los estudios afirma que estas intervenciones no tienen impacto alguno en el desarrollo cognitivo de los niños en etapa preescolar provenientes de familias socialmente desfavorecidas. Asimismo, no se pudo llegar a conclusiones para resultados secundarios tales como el desarrollo físico infantil y la conducta parental. Sin embargo, la evidencia es poco convincente, por lo que se requieren más estudios.

## Adolescencia
La adolescencia es una etapa entre la niñez y la vida adulta; en este sentido, se caracteriza por la mayor intensidad que hay en las emociones negativas y vacilación del estado de ánimo en esta etapa. De hecho, el antecedente de estas cuestiones emocionales se remontan en la etapa de la pubertad, donde hombres y mujeres segregan hormonas para adquirir ciertas características sexuales primarias (indispensable para la reproducción) y características sexuales secundarias, como el cambio de pecho en las mujeres, voz tanto en hombres como mujeres y la aparición del vello púbico. Asimismo, dentro del desarrollo emocional influye no solo este tipo de cambios físicos, sino también el desarrollo del prefrontal, en el cual se deja atrás al sistema límbico. Esto implica probabilidad de conductas impulsivas, conflictos emocionales y conductas de riesgo. 
En segundo lugar, en lo que respecta al desarrollo emocional también se ve involucrado temas de la identidad vocacional, ya que los cambios en esta etapa provocan cuestionamiento, búsqueda de identidad, autoconcepto, diferenciarse de los padres para poder encontrar el sí mismo, muchas veces este proceso lleva consigo enfrentamiento (Papalia, 2012). Ante esto, Ericsson plantea estadios de la identidad, como la identidad lograda, en exclusión, moratoria y difusión de la identidad (Papalia, 2012). 
En tercer lugar, es importante mencionar que los adolescente atraviesan un proceso de identidad vocacional que puede ser logrado, en moratorio, difuso o cerrado (Hersh, 1988). Cabe resaltar que el desarrollo emocional de esta etapa involucra temas como los fuertes lazos con los amigos, las relaciones románticas y la base segura o insegura que proporciona la familia. Conductas desadaptativas en adolescentes pueden involucrarlos con temas de drogas, alcohol, temas de violencia, etc.

### Autoestima
La autoestima es una percepción subjetiva que combina la imagen ideal con la imagen real de un individuo. Está influenciado por el autoconcepto, así pues, este puede tener una carga positiva o negativa, lo cual influye en la imagen positiva o negativa que tengamos de nosotros mismos. De esta forma, el autoconcepto que implica la autoestima tiene efectos sobre la autoeficacia, es decir, la capacidad de poder realizar actividades con éxito y de tener control sobre el ambiente. Los constructos mencionados involucran tanto la identidad, lo importante que se siente uno a partir de los demás y sobre todo, en uno mismo, el nivel de aceptación en cuestiones psicológicas y físicas. Por otro lado, una falta de autoestima mezclado con factores conlleva a hechos contraproducentes.

### Trastornos alimenticios
Una falta de autoestima puede conllevar a hechos contraproducentes, como los casos de anorexia como a la bulimia, lo cual se produce debido a distorsiones cognitivas que implican percepción corporal negativa y una necesidad por disminuir peso. En la anorexia se pueden ver conductas dirigidas a establecer dietas estrictas, así como dejar de comer. Por otro lado, en el caso de la bulimia se puede observar; por lo general, personas que se alimentan pero luego se incitan a expulsar la comida a través del vómito; en algunos casos, también esto va acompañado de dietas estrictas. Ambos casos involucran características de perfeccionismo, aceptar lo deseable socialmente, en su mayoría son mujeres, tendencia a ansiedad en la niñez, mayor preocupación por peso y forma, historia familiar con estos casos o padres preocupados por peso.

### Estilos de crianza
Su importancia radica en que ambientes más flexibles pueden propiciar un mejor desarrollo emocional a diferencia de casos extremos, como ambientes familiares rígidos o en exceso flexibles (se asocia con libertinaje). En este sentido, ambientas más flexibles están relacionados con relaciones más cálidas y comunicación entre padres e hijos, sobre todo en la adolescencia esto es vital, ya que los estados de ánimo son más intensos en esta etapa, lo cual indica la presencia de un guía comprensivo y empático.
Estilo de crianza autoritario
Padres que imponen un elevado valor a la obediencia; así pues, expresan un alto grado de afirmación del poder.
Estilo de crianza autoritativo
Padres menos preocupados por la obediencia en sí, más bien, se interesan por aprendizaje de principios básicos y establecer en el hogar una disciplina inductiva.
Estilo de crianza permisivo
Padres cumplen con los deseos de sus hijos y toleran acciones contraproducentes.

### Relaciones románticas
Las relaciones románticas en la adolescencia contribuyen al desarrollo de su intimidad e identidad. Se caracterizan por mayor intimidad e intensidad en esta etapa, sobre todo a los 16 años, donde suelen cobrar más importancias que padres, amigos o hermanos. Cabe resaltar que las relaciones con padres e iguales pueden afectar la calidad de las relaciones románticas. 

### Amistades
La etapa de la adolescencia es fundamental para el desarrollo de las amistades, ya que, incrementan su grado de reciprocidad, equidad y estabilidad.Existe una mayor dependencia de los amigos en los temas de confianza, apoyo y comparten más confidencias que con los padres.En el desarrollo emocional, los adolescentes tienden a contar sus sentimientos y pensamientos a otra persona con la que tengan que compartir un lazo de amistad. Por último, la capacidad que tienen para establecer una amistad también va a relacionado con su identidad y su autoestima. 7

### Desarrollo psicosocial

#### Identidad vs. Confusión de roles. Erikson (12-13 a 20-21)
Los cambios a tantos niveles lo llevan a cuestionarse; en la búsqueda de la identidad se implica el enfrentamiento con los padres, se da un complejo proceso de identificación-diferenciación buscando sentirse diferente, él mismo. Cabe añadir que en el intento por romper la dependencia se confunden, creen que rompen afectos. La crisis de identidad se caracteriza por tener un concepto realista de sí mismos, sumado al autoestima adecuada, valores relativamente estables, lo cual es una tarea primordial del adolescente. De esta manera, se tiene un claro concepto del yo y un rol valorado por la sociedad. Por otro lado, es importante mencionar que el estilo de crianza y las relaciones con los padres ayudan a afianzar su identidad. 7

## Conductas desadaptativas
En el caso de los adolescentes, ellos aún están en una búsqueda de encontrar su identidad y, por ello, están propensos a tener conductas de riesgo que pueden ser como el consumo de sustancias o la depresión que son muy importantes en esta etapa.

## Consumo de sustancias
En el tema del consumo de sustancias, los adolescentes a pesar de que no todos consumen las sustancias, hay una gran minoría que consume estas sustancias de manera constante. En este caso, el abuso de sustancias se refiere al consumo excesivo de las sustancias de las drogas o el alcohol que pueden lograr una adicción a la persona. En este caso, afecta al adolescente en ciertos aspectos: Reacciones antisociales, síndrome de déficit de actividad, infecciones o disminución de las defensas, peligro de sobredosificación, riesgo de escalada, riesgo de recaída y efectos tóxicos específicos.

### Depresión
La depresión aumenta en la adolescencia, es calificado como un trastorno que afecta a las personas cuando se sienten "tristes" o "solas". En ellos, la depresión puede ser causado por factores sociales, como comportamientos aprendidos en el entorno que desencadenan estas actitudes o por algún suceso en la vida, lo cual causa que se depriman. Por otro lado, el alcoholismo o alguna enfermedad terminal también pueden provocar depresión en los adolescentes. Existen dos tipos de depresión: la depresión mayor que abarca un periodo muy largo de tiempo y el trastorno depresivo persistente que se trata de un intervalo de dos años de duración.

## Adultez

### Adultez intermedia
La edad adulta intermedia va desde los 30/40- 50/60 años aproximadamente y representa a personas que ya, por lo general, tienen hijos y sus padres ya se encuentran en una edad avanzada. Erickson la denomina etapa de la crisis de productividad vs. el estancamiento Estas características refieren al encuentro del equilibrio e integración de los conflictos que se tuvieron antes. Con la llegada de la adultez media se empiezan a generar cambios importantes en las personas, en esta etapa los papeles personales y laborales son interdependientes los cuales se ven regidos por la sociedad y las oportunidades que estas les dan a cada persona. Debido a esto aumentan las responsabilidades y papeles exigentes, por lo tanto, esta etapa puede ser considerada estresante. También, es considerada una etapa de autorrealización y productividad, ya que se asciende profesionalmente y la persona está en planes de formar una familia o ya la tiene.
Las personas suelen mirar lo que han vivido hasta el momento y lo que les queda por vivir, considerando esta etapa como una época para replantear metas y aspiraciones y así aprovechar el tiempo que le queda por vivir. Asimismo los adultos tienen la preocupación de querer guiar y encaminar a las futuras generaciones y de tal manera poder mantenerse, sintiendo así que están dejando un legado.
En esta etapa, la persona evidencia diversos cambios en su persona que influyen en su estabilidad y desarrollo emocional: Comienza a evidenciarse el proceso de envejecimiento. Se ven presente déficits físicos, cognitivos, psicomotores, en sexualidad y funcionamiento reproductor. Cambios emocionales por la menopausia o andropausia. Preocupación por casarse (reloj social), tener un trabajo estable, ser el soporte de la familia (más en hombres por rol social) y por tensiones en el trabajo (estrés).

#### Crisis de la Mediana Edad o Adultez intermedia
Esta etapa es considerada un periodo de cambios sociales rápidos, y estilos de vida alternativos y amplia búsqueda de crecimiento laboral. También es considerada como crisis de identidad y la segunda adolescencia (todas sus fantasías que no cumplieron lo cumplen). Por lo general se da a la edad de los 40 años, en el cual hay un esfuerzo en la búsqueda de la nueva identidad.
La menopausia, el fallecimiento de los padres, el abandono del hogar por parte de los hijos, una separación, cambios corporales (pérdida de la juventud) o una mayor preocupación por la salud pueden disparar la crisis. También puede ser causada por la insatisfacción o sensación de estancamiento ya que la adultez intermedia es una época de revisión de la historia vital. Se dice que antes de esta etapa la persona mira la vida en términos de los años vividos, luego comienza a mirar hacia la vida en términos de cuántos años le quedan por vivir. Algunos adultos cuentan con una historia que lo satisface, de la cual se sienten orgullosos, debido a que lograron todo lo que se propusieron anteriormente. Por otro lado, eventos como la muerte, enfermedades, trabajo, hijos, nietos, lleva a reconocer que hay metas deseadas que ya no es posible alcanzar. El adulto realiza una evaluación de los sueños de la adolescencia y se da cuenta de que no logró todo lo que se propuso, lo cual ocasiona que se genere un conflicto interno, lo cual puede resultar en una oportunidad para lograrlo o también puede ocasionar una reacción de pérdida de propósito en la vida (que ya nada vale la pena), depresión en la persona. Esta es una experiencia emocional negativa provocada por la sensación de estar “entrampado” entre lo aspirado, lo logrado y lo realmente posible de alcanzar en ese momento.
Una posible reacción ante la crisis de la mediana edad es lo que se denomina “midescencia” (middlescence). Es un término que se utiliza para denominar un proceso similar al de la adolescencia durante la mediana edad. El mismo se caracteriza por un nuevo esfuerzo de búsqueda de una nueva identidad.
Esto podría llevar a la persona a recurrir a patrones de comportamiento que no son típicos de su edad, especialmente, patrones de vida típicos de adolescentes. Se considera que algunos indicadores de esta crisis son: la inconformidad con los logros hasta el momento, el anhelo por revivir épocas pasadas, buscar cambios en la apariencia (teñir cabello, realizarse cirugías plásticas para rejuvenecer su cuerpo, usar ropa más juvenil, comprarse carros deportivos (en hombres), involucrarse en relaciones con personas más jóvenes, etc).
Si bien algunas personas pasan por esta etapa de crisis (middlescence), hay otras que no lo hacen y, por el contrario, experimentan el sentido de triunfo, pues sienten que cumplieron todas sus metas establecidas y que pueden seguir desempeñándose de la manera que cada uno desee.

#### Etapa de Generatividad frente a Estancamiento
De acuerdo con la Teoría del desarrollo psicosocial planteada por Erikson, en la cual se describen ocho etapas del ciclo vital o estadios psicosociales, la adultez intermedia representa la etapa 7, etapa de Generatividad frente a estancamiento (desde los 40 hasta los 60 años aproximadamente).
De acuerdo con Erikson la generatividad “Es en esencia la preocupación por establecer y guiar a la nueva generación”. Es esta etapa, establecemos nuestras carreras, establecemos una relación, comenzamos nuestras propias familias y desarrollamos una sensación de ser parte de algo más amplio. Aportamos algo a la sociedad al criar a nuestros hijos, ser productivos en el trabajo, y participar en las actividades y organización de la comunidad. No alcanzar satisfactoriamente la etapa de generatividad da lugar a un empobrecimiento personal o estancamiento. El individuo puede sentir que la vida es monótona y vacía, que simplemente transcurre el tiempo y envejece sin cumplir sus expectativas. Esto es visible en personas que han fracasado en las habilidades personales para hacer de la vida un flujo siempre creativo de experiencia y se sienten apáticos y cansados. Esta etapa también se caracteriza por un marcado esfuerzo por hacer cosas que nos parece que tienen valor y significado en la vida (ej. ser un profesional que rinde un servicio de excelencia). Además, hay un marcado interés por contribuir a la formación de la generación que se está levantando. Normalmente, en esta etapa, las mujeres son más asertivas y orientadas al logro, su autoestima se centra en el trabajo y en el sentido de productividad

#### Factores que afectan el desarrollo emocional

##### Menopausia
Los cambios físicos acompañan a los cambios emocionales, específicamente en las mujeres que pasan de estar en una edad reproductiva a una edad en la que se da el cese de la función reproductora. La menopausia puede tener como consecuencia cambios emocionales como la depresión y la sensación de ser menos femeninas debido a que ya no pueden tener hijos; esto es relativo, ya que esta sensación suele darse más en las mujeres que no pudieron tener hijos y llegadas a esta edad tienen un sentimiento de arrepentimiento, ya que como se mencionó anteriormente, la adultez intermedia es una etapa en la que se hace retrospectiva y se contemplan las metas y sueños planteados en la adolescencia.
Por otro lado, muchas mujeres dicen disfrutar de esta etapa, ya que en la mayoría de casos los hijos ya crecieron y ya no tienen un rol activo de madres, por lo que pueden darse tiempo para sí mismas , la consideran una etapa “fácil”, ya que tienen mejor control de su vida, por lo que ya no está posibilidad de embarazarse y no se dan los periodos menstruales.
Por lo tanto, estos cambios emocionales dependen no solo de los cambios hormonales que se producen durante la menopausia, sino también de la percepción que tenga la mujer de lo que implica, y también de cómo la cultura en la que vive la percibe, ya que en algunas culturas, como la cultura hindú, la menopausia significa un nuevo estatus; mientras que en la cultura occidental se da mucha importancia a la juventud, por lo que esto podría ser causa de que la menopausia sea considerada como una mala experiencia
En el caso de los hombres se da la andropausia, que consiste en la pérdida de testosterona y también se da una inestabilidad sexual, lo cual en algunos casos puede producir en el hombre irritabilidad y ansiedad y, debido a la disminución de la libido no hay mucha actividad sexual; sin embargo, estos cambios son graduales y en muchos casos no suponen cambios emocionales fuertes.

##### Familia

###### Pareja
En cuanto a las relaciones de pareja muchas veces en la adultez media puede haber una pérdida de intimidad pero también es posible que al tener hijos ya grandes se produce un reencuentro. En el primer caso se requiere un reordenamiento de la vida matrimonial, por el fenómeno del nido vacío. Ahora se pueden abordar temáticas que antes no se podía por dedicación a los hijos. Surgen conflictos que estaban latentes a lo largo de la vida de la pareja que no se habían resuelto por alguna razón. Pasar más tiempo junto produce dificultades en la relación diaria, se requiere un sistema diferente que permita un acomodo real. La pareja constituye una fuente de aceptación de los cambios corporales.

###### Divorcio
Es más común hoy en día debido a los cambios socioculturales. Ahora las mujeres son menos dependientes financieramente de sus maridos y hay menos obstáculos legales, menos oposición religiosa y menos desdeño social asociado a él.
Para un adulto medio la ruptura de su matrimonio puede significar un golpe fuerte, se considera que el divorcio parece ser más difícil en las mujeres quienes a cualquier edad sufren más efectos negativos del divorcio que los hombres .
Causas comunes del divorcio son abusos verbales, físicos y emocionales por parte de su pareja, también encontramos diferencias entre los valores o estilos de vida, infidelidad, abuso de alcohol, drogas o desamor. La mayoría de las personas de esta edad se pueden recuperar después de esta ruptura , aunque en algunos casos las mujeres sufren depresión y mucho estrés.

###### Relación con los padres
A partir del envejecimiento de los padres se produce una inversión de los roles. Significa aceptar que son débiles, vulnerables y que se pueden morir en cualquier minuto. Aumenta el sentimiento de vulnerabilidad personal y de responsabilidad.

###### Relación con los hijos
Relación más horizontal y simétrica. El padre debe promover la autonomía y la independencia de los hijos. Funciones fundamentales: orientar y guiar, respetando la autonomía. La relación con los hijos, al dejar el hogar, disminuye. Sin embargo, en la actualidad, debido a los avances tecnológicos, la comunicación aumenta en comparación a antaño.

###### Síndrome del nido vacío
Consiste en los sentimientos de angustia, tristeza, pérdida que experimentan los padres cuando sus hijos empiezan a independizarse y se van de la casa para seguir con sus propios proyectos de vida.
Durante la adultez intermedia las personas pueden experimentar este “síndrome”, ya que en la mayoría de casos los hijos ya alcanzaron la mayoría de edad y deciden irse para construir su propia familia o buscar su independencia. Esta separación además de causar angustia y tristeza en los padres, incluso irritabilidad, se debe a que se produce una ruptura emocional o pérdida de influencia por parte de los hijos. Es un cambio radical, el cual requiere adaptación por parte de los padres. También aparecen sentimientos de inutilidad, ya que los hijos ya no dependen de los cuidados ni del sustento de sus padres. Todos estos cambios a los que se someten las parejas conllevan a que exista un reordenamiento en la vida familiar.
El “síndrome del nido vacío” carece de entidad diagnóstica; sin embargo, se sabe que se presenta con mayor frecuencia en la mujer, ya que es a ella a quien se le atribuye el rol de cuidador. En la actualidad el “síndrome” se puede dar tanto en el hombre como en la mujer, ya que cada vez se da mayor igualdad con respecto a los roles que ambos cumplen en la familia. Por lo general esta crisis lleva a que la pareja examine todo lo que han pasado juntos a lo largo de los años, así como planificar proyectos en conjunto con lo que ambos pueden sentir mayor tranquilidad.

##### Estrés
El estrés se manifiesta cuando las exigencias que se perciben en el ambiente, las tensiones y los estresores superan la capacidad de la persona de poder enfrentarlos. El estrés es una respuesta natural del organismo, el organismo se puede adaptar a las situaciones estresantes pero esta capacidad varía en cada individuo. Se ven involucrados el cerebro, el cual percibe el peligro real o imaginario, las glándulas adrenales las cuales se encargan de movilizar al cuerpo para combatir el peligro y el sistema inmune. Cuantos más cambios estresantes ocurran en la vida de una persona, mayor es la probabilidad que padezca una enfermedad grave. El estrés se encuentra bajo escrutinio como factor de enfermedades propias de la edad.
Se puede dar debido a varios factores, siendo los principales el trabajo, la familia y la situación económica. En la adultez media se pueden presentar distintos factores estresores como el cambio de trabajo o un cambio de puesto a uno que demande más tiempo, reorganización de la familia, ya que en varios casos los hijos empiezan a independizarse; el cuidado de los padres que ya son adultos mayores. Las emociones y el estrés están estrechamente ligados. Las personas que presentar un cuadro de estrés suelen mostrar abatimiento, tristeza, irritabilidad, apatía, indiferencia, inestabilidad emocional. El estrés repercute en las relaciones sociales, familiares pues genera inquietud y ansiedad en la persona.

### Adultez tardía
Se llama adultez tardía a la última etapa del desarrollo humano. Esta va desde los 65 años hasta la muerte. Si se ubica esta etapa en uno de los estadios de Erikson, el conflicto por el que pasan los seres humanos corresponde al de integridad frente a desesperación: la meta en esta etapa del desarrollo humano es lograr establecer una identidad del yo, y para lograr esto se requiere una revisión de lo vivido, un reconocimiento de lo logrado en la vida y la aceptación de los fracasosErik Erikson#Teor.C3.ADa psicosocial. 
El adulto mayor es un sujeto que aún sigue en desarrollo. Según Pampel (1998), el anciano pasa por dos imágenes distintas, una de dependencia y otra de persona con conocimiento y experiencia.
En la adultez, ya se espera que el sujeto tenga la capacidad de identificar y reconocer las emociones propias y las ajenas, así como ejercer control adecuado de estas, teniendo en consideración la inteligencia emocional. En esta etapa se presentan una serie de cambios. En cuanto a lo físico, se ve que el cuerpo ya no tiene las mismas capacidades de antes. Por otro lado, la muerte se torna más presente y con ello puede aparecer un sentimiento de deseperanza. Es importante que en esta etapa se acepte a la muerte como una parte más del desarrollo, con el fin de evitar la sensación de deseperanza.

#### Efectos de los cambios físicos
Uno de los factores más relevantes durante el desarrollo en la adultez tardía son los cambios físicos experimentados por los individuos. Uno de los más comunes es el deterioro de la memoria, se disminuye la capacidad de evocar información de valor y adquirir nuevos aprendizajes. Dicho cambio tiene efectos en la vida diaria, el funcionamiento social y el laboral.
Se hacen además presentes una serie de cambios en el cuerpo como la disminución de la agudez visual, auditiva (sobre todo con voces femeninas debido a su naturaleza aguda), disminución de sensibilidad en cuanto a sabores y olores. El deterioro de la fuerza muscular, los huesos más porosos y las articulaciones menos flexibles limitan el movimiento y actividad cotidiana durante esta etapa. Envejecimiento humano Algunas enfermedades que se pueden hacer presentes durante la adultez tardía son artritis, reumatismo, hipertensión, deterioro de las caderas y espalda, entre otras. Estos cambios cobran relevancia en el desarrollo emocional pues es a través del cuerpo que los seres humanos nos expresamos y en este caso se tienen limitaciones adquiridas. 
Tenemos por otro lado la presencia de la depresión ya sea crónica o persistente, que se puede mostar en forma de tristeza, falta de concentración, llanto fácil, perturbaciones del sueño, labilidad emocional, agitación e ideas de suicidio. Existen pruebas que indican que el envejecimiento puede aumentar el riesgo de experimentar depresión. El índice de mortalidad de los hombres y mujeres de la tercera edad que tienen depresión y sentimientos de soledad es mayor que el de aquellos que están satisfechos con sus vidas. Estos sentimientos de desesperanza y aislamiento suelen ser más comunes en las personas que viven en asilos.
Los padecimientos descritos anteriormente, pueden llegar a afectar la calidad de vida de los adultos mayores definida por la Organización Mundial de la Salud (OMS, 1984) como una "Percepción personal que un individuo tiene de su situación de vida, dentro del contexto cultural y de los valores en los que vive, en relación con sus objetivos, expectativas, valores e intereses".

#### Relaciones interpersonales
La sociedad afecta de manera directa el desarrollo emocional de los adultos mayores ya que existen ciertos estereotipos sobre la vejez que intervienen en sus relaciones interpersonales. Hoy en día, no existe una cultura de la vejez ya que se suele considerar más los aspectos negativos de la adultez tardía que logran una visión desvalorada de esta etapa. Por ejemplo, se ve a los ancianos como personas que van llegando a su fin y no como merecedores del mérito de haber transitado un largo camino. Esta connotación negativa se debe a las referencias externas como la propia edad, que van generando, en la mayoría de personas, una definición negativa de sí mismas, decir, la autopercepción se torna también negativa. Por lo tanto, si la autoimagen tiene influencias negativas, entonces el autoconcepto y el autoestima probablemente van a decaer Sin embargo, existen también estereotipos positivos en los cuales se considera al adulto mayor como fuente de sabiduría ya que su larga experiencia durante la vida lo dota de un estatus especial.

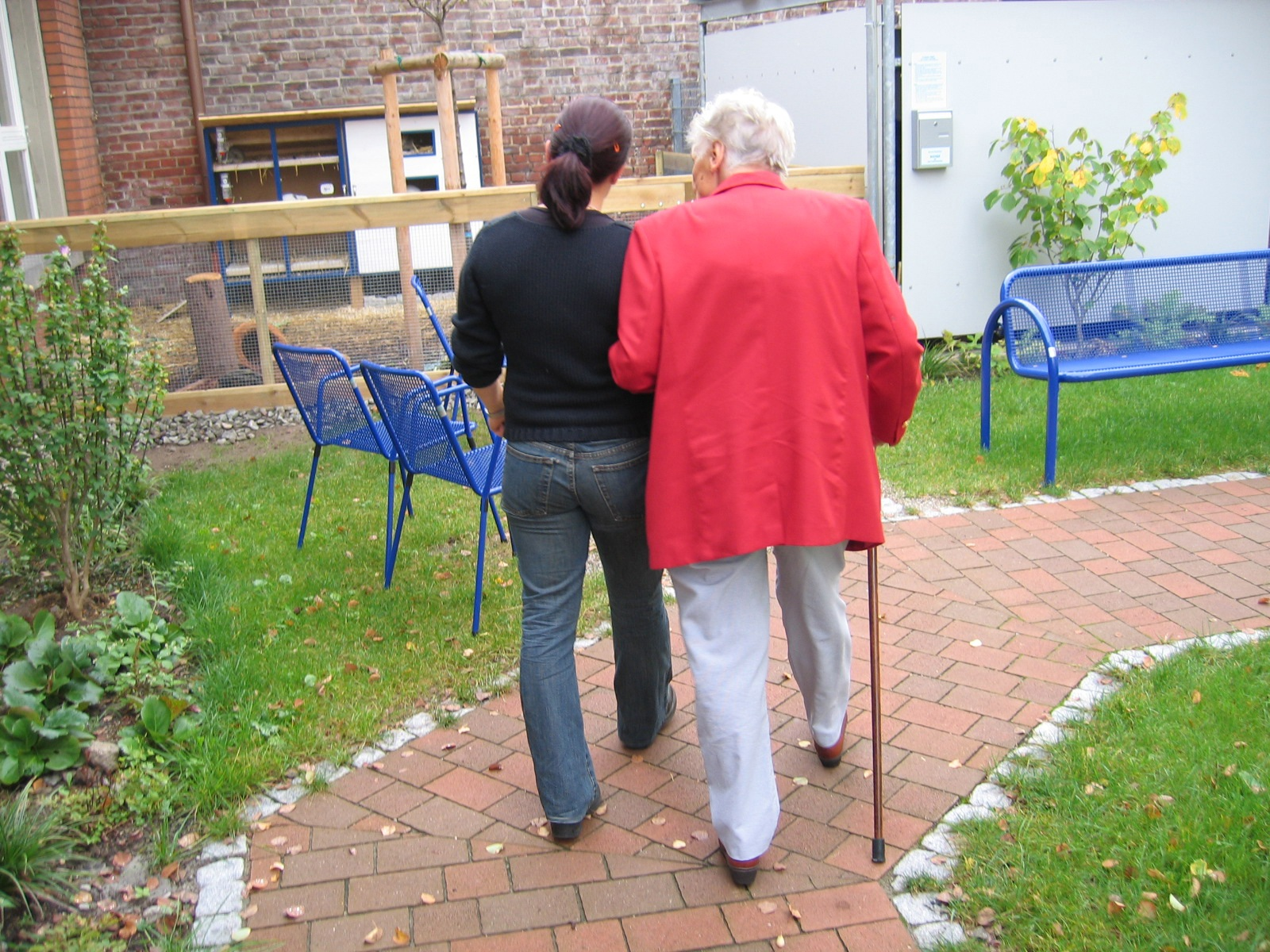
Las relaciones interpersonales influyen en el desarrollo emocional de los adultos tardíos al tener efectos en la autoimagen, autoconcepto y autoestima

Todos estos estereotipos afectan la forma de relacionarse que se adopta hacia los adultos mayores ya que sesgan a la sociedad a tener una aproximación distinta dependiendo de la visión positiva o negativa que se tenga de ellos. Las relaciones interpersonales de los adultos mayores, generalmente, se refieren a relaciones intergeneracionales, es decir, los ancianos están rodeados de personas de distintas generaciones con las que deben vincularse a menudo. Esto se debe a que la sociedad cambia de manera constante y rápida, y las nuevas generaciones se disocian de las anteriores con el fin de diferenciarse. Según Radán & Ramírez (1985), los estereotipos negativos llevarán, frecuentemente, a los adultos y jóvenes a alejarse y evitar relacionarse con personas seniles. Por ello, los estereotipos que las siguientes generaciones aprueben sobre los adultos mayores, servirá como retroalimentación hacia su autoconcepto y, por ende, influirá en su desarrollo emocional.
Por otro lado, los adultos mayores se vinculan la mayor parte del tiempo con su familia y el ser abuelos podría ser una característica propia de la edad que se relaciona con su desarrollo emocional. Según Triadó y Villar (2000), los abuelos en la ancianitud suelen sentirse muy cercanos a sus nietos y enfatizan dentro de sus relaciones las expresiones afectivas sobre las relaciones instrumentales (intercambio de servicios y ayuda), aunque en la realidad no compartan muchas actividades de ocio conjuntas. Por otra parte, los abuelos se encuentran en una relación de poder sobre sus nietos y consideran que su rol es enraizar a las generaciones más jóvenes en la cultura familiar (historia y tradición de la familia). Ello se relaciona con el desarrollo emocional del adulto mayor porque el sentirse querido por sus nietos dentro de esta relación afectiva y el ejercer dominio sobre ellos, ayudará a fortalecer la seguridad en ellos mismos y su autoestima.
Uno de los métodos utilizados para contrarrestar la soledad en personas de la adultez tardía son las visitas a domicilio hechas por asistentes sociales. Estas buscan ser una atención preventiva para disminuir factores de riesgo en adultos mayores. En una revisión de 64 casos de estudio hechos por Campbell Collaboration en su mayoría en Estados Unidos y Reino Unido, se ha concluido las visitas a domicilio no reducen de manera significativa la mortalidad y morbilidad de los adultos mayores.

#### Pérdida de autonomía e independencia

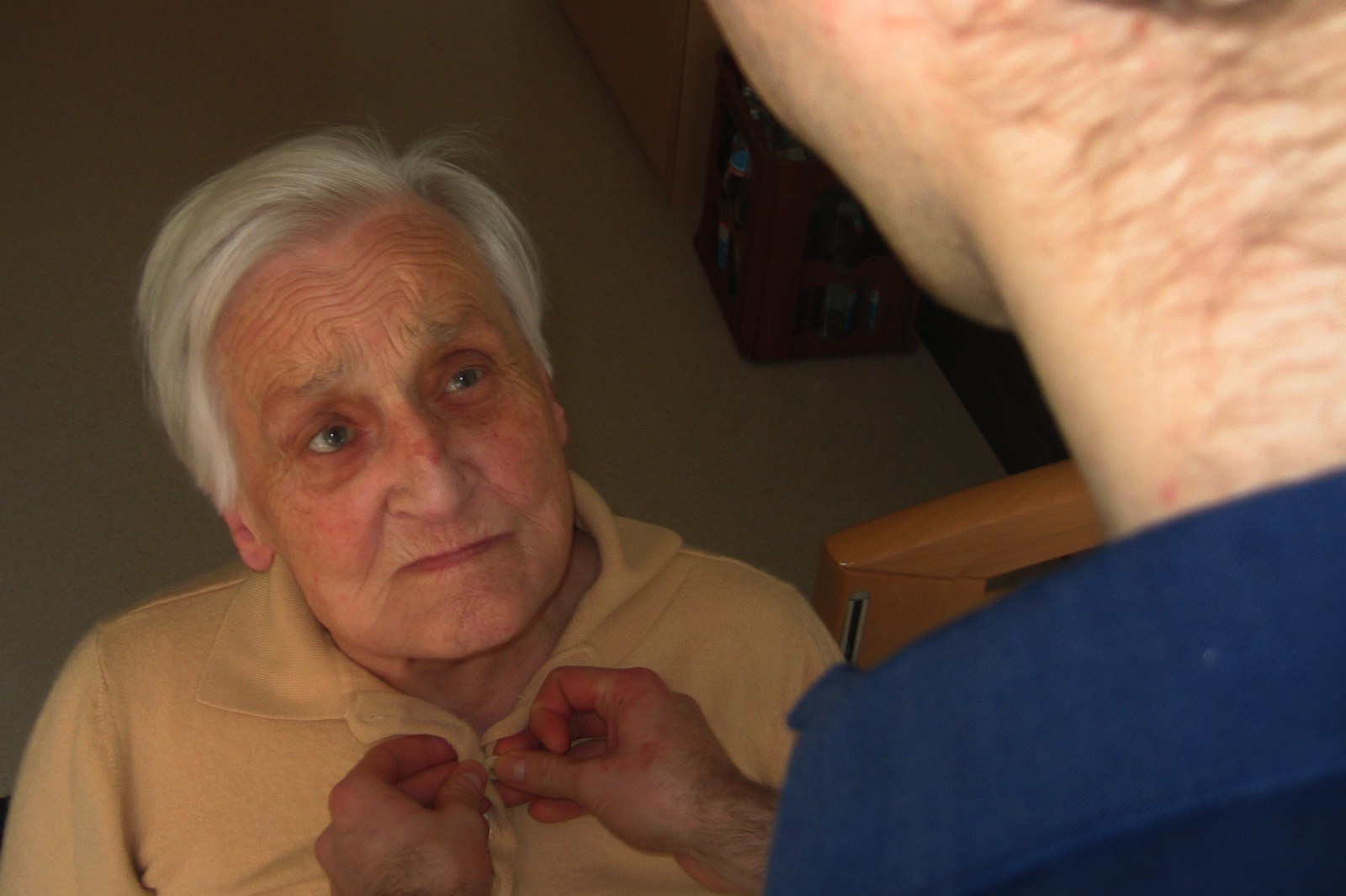
En la adultez tardía existe una disminución significativa de la autonomía y de la independencia, generando que los adultos mayores se sientan cada vez más como una carga para los demás. Esto se asocia con depresión, bajo autoestima, entre otros.

La valoración negativa del adulto mayor está representada por diversos aspectos: físicos, pues la persona se encuentra más incapacitada; cognitivos puesto que mentalmente se encuentra deficitaria, económicos ya que no genera ingresos por sí mismo y sociales ya que se encuentra aislada. Todo ello, apunta a una dependencia por parte del adulto mayor, lo que reduce su autonomía y desemboca en una crisis de identidad.
En la adultez tardía, las personas tienden a irse a vivir con los hijos o algún familiar cercano, debido a problemas que pueden estar enfrentando (económicos o de salud mental o física), los cuales no pueden manejar o solucionar por su propia cuenta. Ello podría generar una visión de los adultos mayores como cargas para sus familiares, lo que desencadena en prejuicios y estereotipos que hacen difícil el envejecer bien y limitan una correcta integración del adulto mayor en la sociedad. Como se ha visto anteriormente, estos estereotipos pueden influir de manera negativa en el rol que el adulto mayor desempeña en la sociedad, pues al ser concebidos de manera negativa pueden verse segregados en cuanto a su productividad por las otras generaciones. Además, la visión del adulto mayor como una carga puede desencadenar ciertos actos por parte de los cuidadores, como abusos y maltratos contra el adulto mayor, generando así consecuencias negativas severas en el desarrollo emocional del mismo. 
En cuanto a la salud, la dependencia se genera a partir de las deficiencias físicas típicas de la edad o las consecuencias de alguna enfermedad, así como los deterioros cognitivos que implican la vejez. Esto limita la capacidad de los adultos mayores de hacerse cargo de su cuidado personal, desplazarse, ubicarse en el tiempo y espacio, ejercer una ocupación, mantener relaciones sociales y gestionar sus propios recursos.
Como es de esperarse, las limitaciones de estas actividades impactan de manera negativa en la autonomía, es decir, en la autoorganización de la vida. Es necesario resaltar que la autonomía y la dependencia son conceptos diferentes que suelen contraponerse, pero que no necesariamente se encuentran ligados. Por ejemplo, se puede ser dependiente, pero seguir sintiéndose causa de su propio comportamiento (autonomía) en algunas ocasiones.
En relación con los aspectos sociales, los adultos mayores suelen participar activamente de asociaciones políticas o de voluntariado comunitario para satisfacer su necesidad de sentirse útiles. Sin embargo, esto también genera una dependencia social ya que invierten su tiempo libre en actividades vinculadas al estatuto y a la existencia social que quieren obtener. Además, deben moverse dentro de un marco de tareas que son impuestas por estas organizaciones. Por otro lado, la jubilación también afecta la autonomía ya que genera una dependencia económica hacia una mensualidad y no permite la generación de nuevos recursos.

##### Jubilación

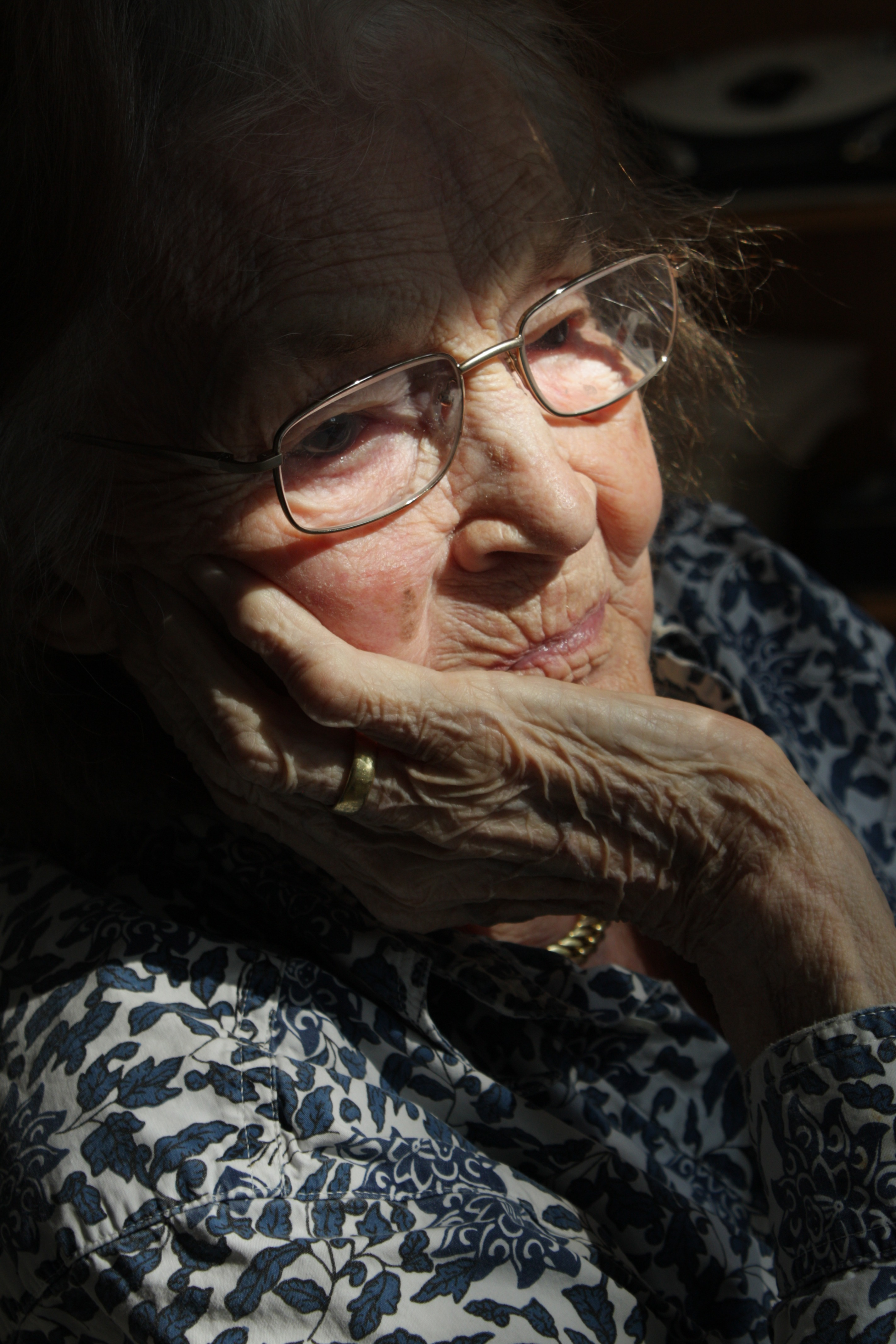
La jubilación tiene efectos tanto negativos como positivos en el desarrollo emocional del adulto mayor: puede ocasionar depresión, estrés y aislamiento, pero también ofrece una oportunidad para empezar una nueva etapa llena de posibilidades.

La jubilación es un hito importante para la vida de las personas dentro del sistema de trabajo que se sigue en la mayoría de países occidentales. Dejar de trabajar puede verse como dejar de ser útil, tanto para la sociedad como para uno mismo. Por lo tanto, como evento en la vida del individuo, representará más que un simple cese de actividad laboral, pues implica una modificación en el estilo de vida, involucrando cambios a nivel personal y contextual La transición del trabajo a la jubilación es un cambio muy importante, donde uno puede esperar sentir estrés, experimentar la pérdida de ingresos, identidad profesional, estatus social, compañeros y la estructura cotidiana del tiempo y actividades.
La jubilación afecta la economía, las relaciones interpersonales y la significación del trabajo, provocando un deterioro en el desarrollo emocional del adulto mayor. El adulto mayor jubilado, al quedar fuera del circuito de producción, tiene como consecuencia la marginación y el menosprecio, y se convierte en una carga indeseada tanto para el Estado como para su familia o parientes. De la misma manera, a nivel psicosocial, los jubilados presentan con frecuencia aislamiento, depresión, soledad, intento de suicidio y abandono personal, pues muchos sienten que el trabajo es lo que le da sentido a sus vidas. En consecuencia, los cambios en la forma de vida ocurren alrededor de este nuevo papel de ‘carga’ por parte del adulto mayor jubilado.
Sin embargo, la jubilación también puede tener efectos positivos en el desarrollo emocional, pues abre las puertas a una nueva etapa, llena de posibilidades distintas para poder hacer todo lo que una vida laboral común impide. El retiro como hecho objetivo supone un gran abanico de posibilidades: mucho más tiempo disponible y tranquilidad para realizar lo que uno quiera. Las personas jubiladas o a puertas de jubilarse se ven forzadas a construir una nueva identidad como jubilados, y a un nivel un poco más social, se puede relacionar esta misma actitud del adulto mayor ante su nuevo tiempo disponible con la necesidad de sentirse útil ante su entorno. El adulto en edad de jubilarse hace un esfuerzo por ser productivo de alguna otra manera: trata realizar actividades, tareas y acciones que tengan una influencia en sí mismo o en otros, como cuidar a los nietos o sobrinos, hacer voluntariado, participar políticamente, etc.

#### Inteligencia emocional
La Inteligencia emocional, en la adultez tardía, implica la capacidad de controlar las reacciones emotivas, habilidad de motivarse uno mismo y la capacidad de expresar estas para sobrellevar y afrontar de manera eficiente las pérdidas experimentadas y las preocupaciones sociales o personales que se presentan de manera cotidiana en la vida del adulto mayor.
A partir de los 60 años se da un cambio en el uso de las emociones como estrategias de afrontamiento ante las diversas dificultades. El uso satisfactorio de las estrategias emocionales dependerán del aprendizaje y experiencias vividas a lo largo de la vida del adulto mayor, siendo aquellos con experiencias más positivas y gratificantes los que demostraran mayor competencia en su regulación emocional. En esta etapa se lleva a cabo lo que Charles, Mather y Carstensen (2009; en Pérez, 2014) denominan atención emocional, que es la tendencia a centrar la atención en los aspectos positivos de las emociones a medida que se envejece. Así, se da una mayor probabilidad de recordar la información positiva frente a la negativa

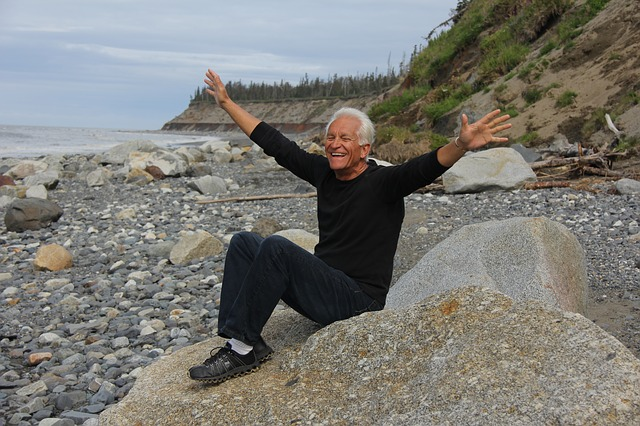
La inteligencia emocional es vital para la buena salud mental y emocional del adulto mayor.

Si bien no se han realizado suficientes investigaciones sobre la inteligencia emocional en la adultez tardía, se ha determinado que la capacidad de expresión de las emociones no se diferencia de las personas más jóvenes. Esto conlleva a que sea pertinente la aplicación de diversas estrategias que ayuden al adulto a mayor a controlar y dominar sus propios estados emocionales en determinadas situaciones. Es de suma importancia llevar a cabo esta labor satisfactoriamente, por lo que es menester trabajar en tareas específicas de educación emocional, las cuales tienen el objetivo de potenciar el desarrollo de las competencias emocionales que incentiven el crecimiento personal para el sentimiento generalizado de bienestar en esta etapa del desarrollo humano.
Diferentes investigaciones proponen que la inteligencia emocional es determinante para la buena salud mental del adulto mayor. Así, Goldman encontró que el afrontamiento del estrés depende directamente de la capacidad para regular los sentimientos. Además, un alto nivel del manejo de las emociones conllevaría a una mejor recuperación ante eventos negativos, mayor satisfacción vital y puntuaciones más bajas en sintomatología depresiva.

#### Muerte y duelo
Durante la vejez las preguntas existenciales sobre el sentido de la vida y la muerte son muy frecuentes. La aparición de condiciones específicas, como la adquisición de enfermedades terminales, generan cambios en la vida normal de los ancianos e influyen en su desarrollo emocional. En la adultez tardía se da la búsqueda de recuerdos significativos que ayuden al sentimiento de que se vivió una vida plena y exitosa para poder sentir paz, armonía y estar conforme con la vida que se vivió, por lo cual, se afronta de mejor manera la venida de la muerte. Por otro lado, las estrategias de afrontamiento mediante las cuales se aproximen a su nueva condición dependerá de sus habilidades cognitivas y sobre todo de las emocionales. Sin embargo, la visión que se tiene en la actualidad sobre los adultos mayores próximos a la muerte se aproxima desde una perspectiva clínica, desde la cual se tratan solo los síntomas de la enfermedad; se tiende a deshumanizar a la persona. El paciente de hoy, sufre más, no físicamente quizá, pero sí emocionalmente, y sus necesidades no han cambiado a lo largo de los siglos, solo nuestra capacidad para satisfacerlas.
Kübler-Ross (1969, en Espinosa, s/f) propone que la aceptación de la muerte se desarrolló en cinco etapas que son propias no solo del adulto mayor, sino también de las personas cercanas a la muerte.En este periodo de tiempo las personas lidian con la tragedia de la muerte, de una enfermedad terminal o una pérdida importante. Estas cinco etapas son: negación, no se cree posible que algo así suceda; ira, la persona desarrolla le sentimiento de ira y envidia a todo objeto que simbolice vida; negociación, se tiene la esperanza de poder alargar o retrasar la muerte; depresión, se asimila que la muerte está próxima y se empieza a lidiar con ella; y aceptación.

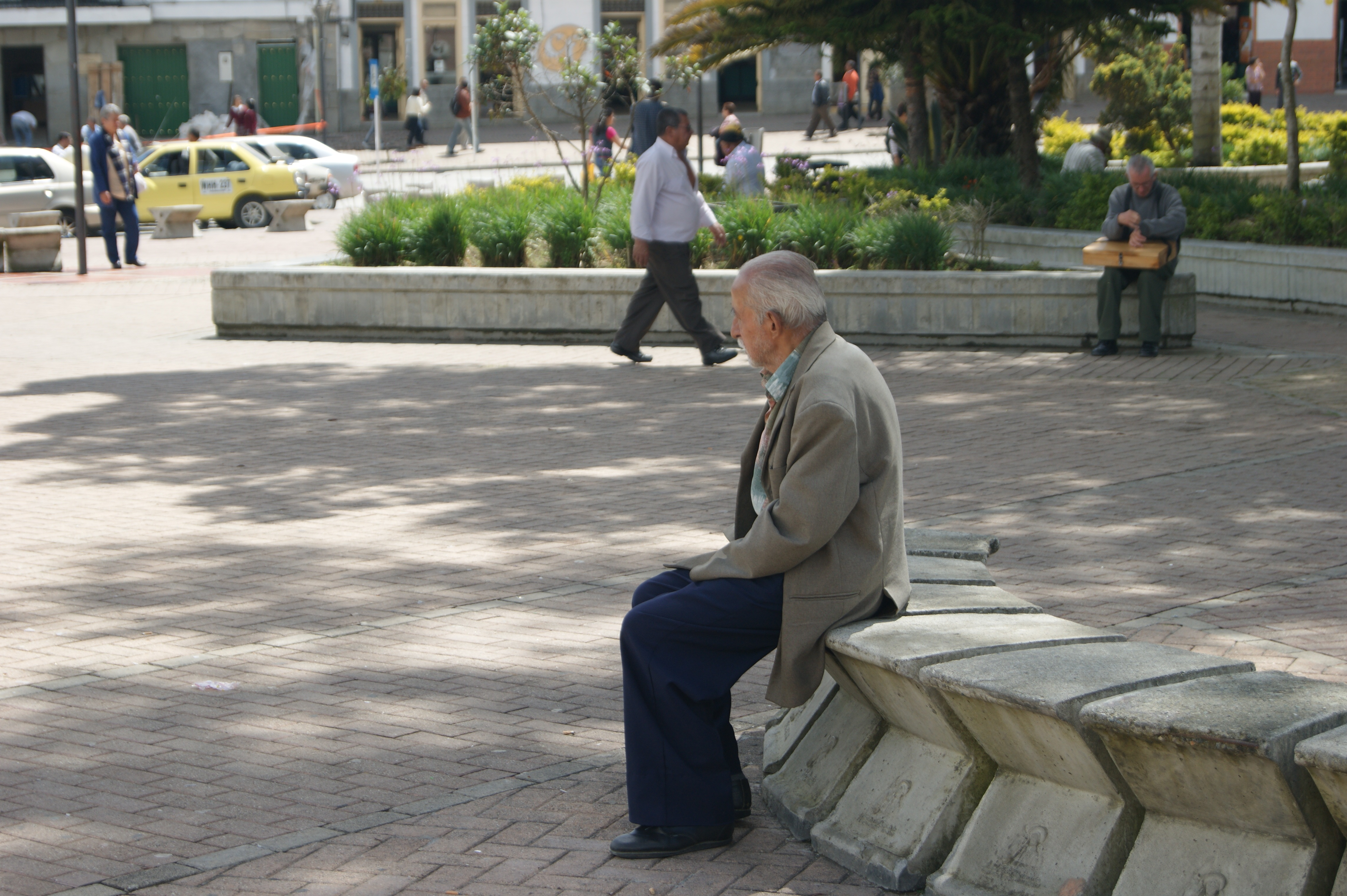
En esta etapa del desarrollo humano se suele lidiar con la pérdida de los seres queridos, la soledad y la muerte próxima de uno mismo.

En la adultez tardía se vivencian diferentes tipos de duelos: pérdida de una mismo por el envejecimiento, pérdida de estatus en la familia o en ámbito laboral, la cercanía de su muerte y la muerte seres queridos cercanos a ellos. Respecto al duelo del ser querido, el anciano vivencia diferentes tipos de dolor y este varía de intensidad dependiendo de la persona que falleció. Así, Bowen halló que la muerte del cónyuge afecta en mayor proporción al hombre, mientras que la muerte de un hijo o hija, afecta de manera más intensa a la mujer.
Según la teoría del desarrollo psicosocial de Erickson, la última etapa del desarrollo humano se denomina integridad vs desesperación y va desde los 60 años hasta la muerte. Esta etapa consiste en la aceptación de la cercanía de la propia muerte como fin inevitable de la existencia de la vida. Los ancianos necesitan aceptar sus vidas y su proximidad a la muerte; si fracasan, se sentirán abrumados al comprender que el tiempo es demasiado corto para comenzar otra vida y, por tanto, serán incapaces de aceptar la muerte. Si la crisis se supera de manera adecuada, el adulto mayor habrá desarrollado la integridad del yo, aceptando su vida tal y como la vivió y dándole un significado positivo. Así, desarrolla la virtud de la sabiduría el cual le brinda la seguridad de haber tenido una vida significativa, siendo el siguiente paso la muerte.

#### Religión y bienestar

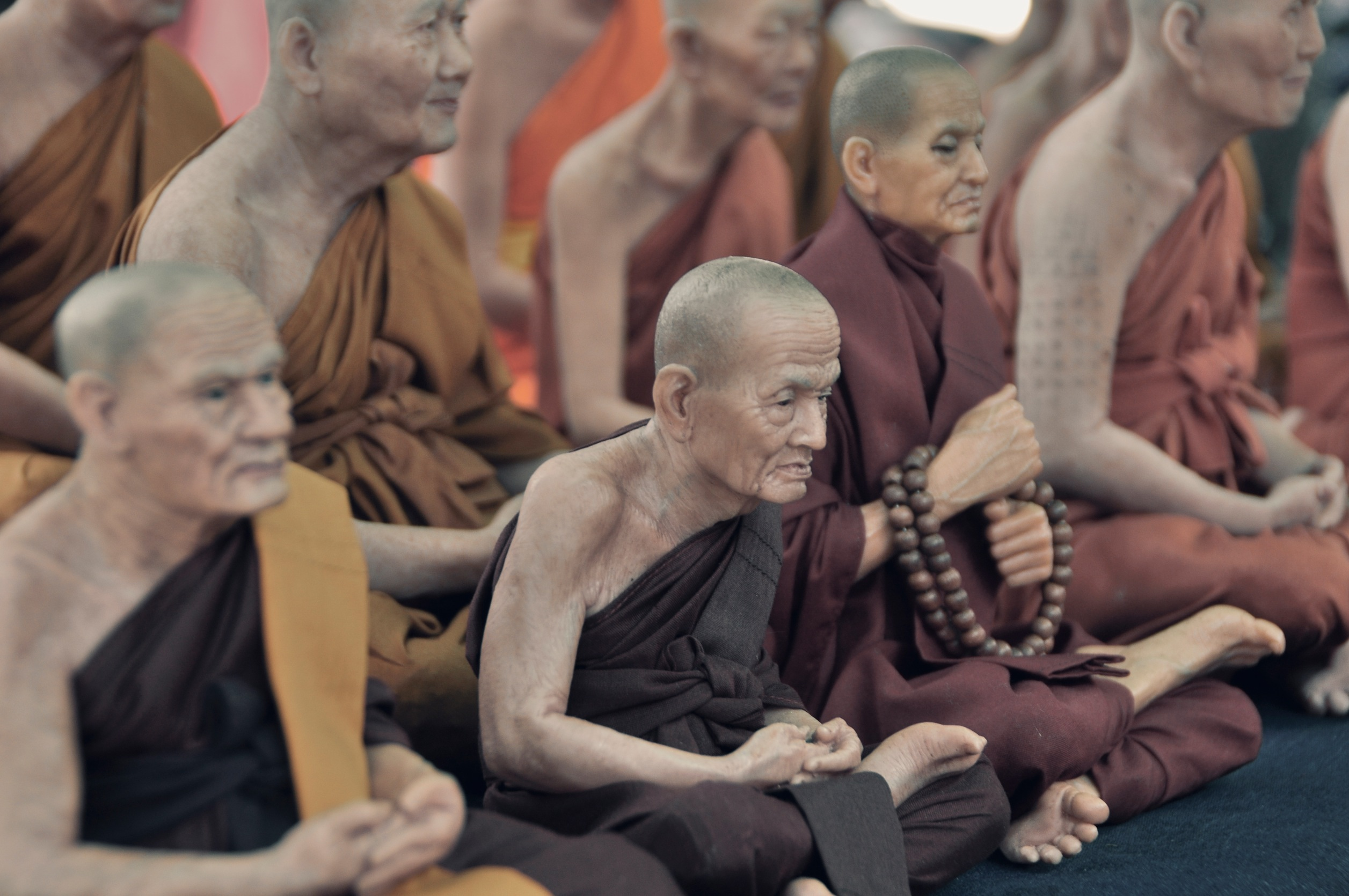
La religión se vuelve un soporte emocional para el adulto mayor, pues lo ayuda a enfrentar y aceptar mejor los efectos que esta etapa tiene en el bienestar emocional

Como se menciona previamente, Erickson plantea que en la adultez tardía se atraviesa la crisis final de la vida: integridad vs. desesperación. La integridad del yo consiste en la evaluación y aceptación de la vida que uno ha llevado, y de la cercanía de la propia muerte como un fin inevitable. Las personas mayores a menudo se dedican a la revisión de la vida, en la que se recuerda el pasado y se piensa qué hacer en el futuro, pues conlleva a que acepten más fácilmente su vida y la inevitabilidad de su muerte. Esto se encuentra muy asociado a la religión, pues esta provee un espacio de aceptación de esta etapa: conciliación con la vida y aceptación de la muerte. La religión otorga soporte emocional y social; el saber que uno tiene al alcance el apoyo de otros contribuye a darle mayor esperanza y bienestar emocional. Del mismo modo, la religión ayuda a que una persona alcance un sentimiento de propósito o que sienta que su vida tiene sentido, por el hecho de adscribirse a un sistema de creencias muy firme y preciso. Esto es clave para el bienestar emocional de las personas en la vejez, pues obtienen una mayor sensación de bienestar y satisfacción vital, además de mostrar mucho menor o ningún temor a la muerte.
La religión juega un papel fundamental en el desarrollo emocional del adulto mayor, puesto que lo auxilia en la dificultad y desintegración social, para darle una perspectiva diferente a sus últimos años de vida. Como sostiene Vázquez (2007), la religión es un apoyo para difuminar las ideas alrededor de la vejez, a la vez que aumenta la actividad en esta etapa, y con esto mejora la calidad de vida. Es un recurso que se usa con frecuencia en el envejecimiento, siendo comúnmente el primer recurso disponible al que recurren los adultos mayores cuando están enfermos, antes que drogas, otras personas, o profesionales de salud. Además, la asistencia a servicios religiosos de diversa índole parecen tener un “efecto protector” contra los síntomas propios de la depresión y el estrés, y los efectos del aislamiento, contribuyendo así a mejorar los estados de ánimo y el desarrollo emocional en esta etapa del desarrollo humano.